# حزب مصر الحرية
حزب مصر الحرية هو حزب مصري تأسس عقب ثورة 25 يناير، يرأسه عمرو حمزاوي. وهو عضو ائتلاف الثورة مستمرة.
يهدف حزب مصر الحرية، إيمانا منه بعدالة وشرعية مطالب ثورة 25 يناير، إلى الإسهام في بناء الدولة والمجتمع الديمقراطي في مصر وإعادة الاعتبار لكرامة المواطنين المصريين الإنسانية. ينطلق الحزب من الدفاع عن مبادئ مواطنة الحقوق المتساوية لكل المصريات والمصريين دون تمييز، والتأسيس لحكم وسيادة القانون وللتداول السلمي للسلطة على المستويين الوطني والمحلي، واعتماد مرجعية حقوق الإنسان بما تنص عليه من ضمانات للحريات الدينية والمدنية والسياسية والحقوق الاقتصادية والاجتماعية كإطار ملزم في الدستور والقوانين ولممارسات الدولة ومؤسساتها العامة.
يتبنى حزب مصر الحرية مبدأ حرية النشاط الاقتصادي ويدعو لتطبيق نظام اقتصاد السوق الملتزم بتحقيق العدالة الاجتماعية والهادف لضمان حياة كريمة لكل المصريات والمصريين. وسيسعى الحزب في سبيل تطبيق ذلك على ضمان دور فعال للدولة ومؤسساتها في ضبط قواعد وآليات عمل اقتصاد السوق وتداعياتها الاجتماعية من خلال تطبيق سياسات وإجراءات محددة وبناء شبكات فعالة للضمان الاجتماعي وللرعاية الصحية لكل المواطنين وتقديم خدمات تعليمية متطورة.
وافقت لجنة شئون الأحزاب السياسية علي تأسيس حزب مصر الحرية في 3 يونيه 2012م 

## مبادئ حزب مصر الحرية
يقوم الحزب على خمس مبادئ:

### المواطنة
يعمل الحزب على ضمان حقوق المواطنة لكل المصريات والمصريين في إطار من المساواة الكاملة ودون تمييز، إن على أساس الانتماء الديني أو النوع أو الخلفية الاجتماعية أو غيرها. كما يدعو الحزب إلى ضمان كامل حقوق المواطنة للمصريين المقيمين في الخارج، وفي مقدمة ذلك حق التصويت في الاستفتاءات والانتخابات العامة. يستدعي هذا الشروع الفوري وبأدوات تشريعية وتنفيذية قصيرة وطويلة المدى في مواجهة الظواهر والممارسات التمييزية التي عانت منها طويلا بعض قطاعات مجتمع المواطنين في مصر. فالمصريين المسيحيين يعانون من تمييز في ما خص بناء دور العبادة وحرية ممارسة الشعائر الدينية وتمثيلهم في المؤسسات العامة والحياة السياسية أبدا لم يواجه بجدية من قبل نظام الاستبداد القديم. والمرأة المصرية، خاصة المرأة محدودة الدخل، تعاني من تمييز على أساس النوع خصم كثيرا من حقوقها وحرياتها في المجالين الخاص والعام. وبينما يواجه المصريون من محدودي الدخل وفي الشرائح الاجتماعية الدنيا تمييزا يحد كثيرا من فرصهم وفرص أولادهم في الحياة الكريمة وينتقص من حقوق مواطنيتهم، يستمر التمييز ضد سكان أقاليم بعينها كالصعيد وأهل النوبة وبدو سيناء والمناطق النائية يستدعي تدخلا سياسيا منظما للقضاء عليه والانتصار لمبدأ المساواة بين كل المواطنين. كذلك يعمل حزب مصر الحرية على الحد من التمييز الذي يتعرض له المصريين من ذوي الاحتياجات الخاصة، إن في ما خص فرص العمل أو الظروف المعيشية. وسيسعى الحزب من خلال الأدوات التشريعية والتنفيذية والإسهام في النقاش العام إلى تطوير بيئة مجتمعية إيجابية لذوي الاحتياجات الخاصة وأسرهم.

### حقوق الإنسان
يعمل الحزب على أن تصبح مرجعية حقوق الإنسان، كما نص عليها في الاتفاقيات والمعاهدات الدولية والتي وقعت مصر على بعضها وبما تحمله من تحديد وضمانات لحريات الافراد المدنية منها والسياسية والحقوق الاقتصادية والاجتماعية، مرجعية ملزمة للدستور الجديد وللقوانين المصرية. كما يدعو الحزب إلى أن تصبح مرجعية حقوق الإنسان حاكمة لفعل وممارسات الدولة وأجهزتها، ومؤسسة للمحاسبة القانونية عن أية تجاوزات أو خروقات قد تحدث بحق المواطن الفرد أو مجموعات من المواطنين. وفي هذا الإطار، يؤكد حزب مصر الحرية على ضرورة الابتعاد عن اختزال حقوق الإنسان إلى شقها السياسي، وأخذ الحقوق الاقتصادية والاجتماعية للأفراد والجماعات بعين الاعتبار حين تحديد أولويات السياسات الاقتصادية والاجتماعية في مرحلة ما بعد ثورة 25 يناير.

### الدولة والمجتمع الديمقراطي
يسعى حزب مصر الحرية، من خلال المشاركة الكاملة في المجالس التشريعية على المستويين الوطني والمحلي ومن خلال المشاركة في مواقع المسئولية التنفيذية إن شاءت إرادة الناخبين، إلى الإسهام في بناء الدولة والمجتمع الديمقراطي في مصر. ويؤكد الحزب على أن مرتكزات الدولة الديمقراطية تتمثل في تطبيق حكم القانون على نحو يحمي المساواة الكاملة بين كل المصريات والمصريين، وفي التأسيس لمدنية الدولة والحياة السياسية، وفي تداول السلطة على المستويين الوطني والمحلي عبر صناديق الانتخابات، وفي التوافق على ضمانات قانونية وسياسية تحول أن يتحول صندوق الانتخاب إلى مصدر لتسلط الأغلبية على الأقلية، وفي الرقابة المتبادلة بين السلطات التشريعية والتنفيذية والقضائية لمنع التعسف في ممارسة السلطة وتصحيح اعوججات الحياة السياسية ذاتيا، وفي الانتقال من البناء المركزي للدولة إلى اللامركزية، وفي تمكين المواطنين كناخبين ومراقبين ومساءلين من المشاركة الكاملة والمستمرة في إدارة الشأن العام والسياسي. وحيث إن البناء الديمقراطي للدولة لا يكتمل إلا ببناء مجتمع المواطنين الديمقراطي، سيعمل الحزب من خلال دوره السياسي وأدواره في التوعية العامة والتنشئة كما من خلال التعاون مع منظمات المجتمع المدني والمبادرات الأهلية على التأسيس لثقافة الديمقراطية ونشرها في قطاعات المجتمع الحيوية، إن التعليمية أو التربوية أو في المجال العام على إطلاقه. فقيم التعددية وقبول الراي الآخر والتسامح واحترام حريات وحقوق جميع المواطنين والتزام المواطنين بالمشاركة في الشأن العام والسياسي جميعها قيم يتعلمها المواطنون خارج الحياة السياسية، قبل أن يمارسوها في الأخيرة. هذا بالإضافة إلى التزام حزب مصر الحرية بالعمل على وجود بيئة قانونية وسياسية صالحة لنشوء منظمات مجتمع مدني مستقلة وتعددية، ونقابات مستقلة قادرة على تمثيل مصالح العمال والمهنيين والدفاع عنها.

### اقتصاد السوق الملتزم بالعدالة الاجتماعية
في المجالات الاقتصادية، ينطلق حزب مصر الحرية من مبدأ حرية النشاط الاقتصادي ويسعى من خلال المشاركة في المجالس التشريعية على المستويين الوطني والمحلي والمواقع التنفيذية لتطبيق نظام اقتصاد السوق الملتزم بالعدالة الاجتماعية. ينادي الحزب بدور للدولة في ضبط قواعد وآليات السوق لمعالجة اختلالاته والممارسات الاحتكارية على نحو يضمن الحياة الكريمة لكل المصريات والمصريين ويمكن مصر من تحقيق تنمية بشرية متوازنة ومستدامة. يشدد الحزب على ضرورة زيادة إنتاجية الاقتصاد المصري والحد من البطالة من خلال خلق فرص للعمل كهدفين رئيسيين للسياسات الاقتصادية المختلفة، كما يعي أهمية مكافحة التضخم والتعامل معه كقضية مجتمعية. يهدف الحزب إلى بناء مجتمع العدالة الاجتماعية عبر ضمان توزيع أفضل للدخل، والالتزام بحد أدنى للأجور طبقاُ لمعايير موضوعية، وبناء شبكات متكاملة للرعاية الصحية وللأمن الاجتماعي وللمعاشات وإعانات البطالة والعجز وغيرها. ويدعو حزب مصر الحرية إلى ضمان دور فعال للدولة في تقديم خدمات تعليمية متطورة للمواطنين كأهم أهداف التنمية الاقتصادية، وتشجيع قطاع الأعمال والقطاع غير الربحي على تحمل مسئولياتهما الاجتماعية والإسهام في معالجة اختلالات اقتصاد السوق بجانب الدولة. هذا بالإضافة إلى العمل على تمكين المواطنين من المشاركة الجدية في النقاش العام حول القضايا الاقتصادية والاجتماعية عبر تطوير قدرات أعضاء المجالس التشريعية والسياسيين والإعلاميين في ما خص هذه القضايا.

### مصر والإقليم والعالم
يهدف حزب مصر الحرية إلى تطوير علاقات مصر الإيجابية بمحيطها العربي والأفريقي والإسلامي وفي المجال الدولي على نحو يضمن المصالح الوطنية ويعظمها ويحمي الدور المصري. ويدعو الحزب إلى تبني الدفاع السلمي عن المطالب العربية العادلة، وفي مقدمتها بناء الدولة الفلسطينية المستقلة وعاصمتها القدس الشرقية، وإلى إعادة بناء الثقة بين مصر وجوارها الأفريقي المباشر في حوض النيل وفي القارة الأفريقية على امتدادها كعمق إستراتيجي أساسي لمصر ومستودع لمصالح أمنية واقتصادية كبرى. كما يهدف حزب مصر الحرية إلى الانفتاح الكامل على الجوار الإقليمي غير العربي في الشرق الأوسط والعالم الإسلامي، والانخراط الإيجابي مع فاعليه وفي مقدمتهم الجمهورية التركية وإيران. وينادي بعلاقات متوازنة ومتكاملة مع الجوار الأوروبي والقوى العظمى المؤثرة في المنظومة الدولية في إطار ضمان وتعظيم المصالح القومية والدور المصري وحماية الأمن والسلم العالميين والدفاع عن الديمقراطية وحقوق الإنسان كمرتكزات لسياسة مصر الخارجية.
حدثت بعد إعلان تأسيس الحزب مشاكل سياسية وإدارية داخلية أدت إلى تأسيس أول كيان معارض داخل الحزب سمى ب«مجموعة الدعم» تلك المجموعة وصل عدد أعضائها إلى النصف تقريبا من مجموع الأعضاء العاملين وقدمت عريضة فحواها إقامة انتخابات داخلية وإصلاح هيكل الحزب...تلك المجموعة هوجمت من قبل قيادات الحزب لذلك قام الدكتور عمرو حمزاوى بعمل لجنة تسيير أعمال داخل الحزب من مؤيدية ونصب نفسه رئيسا على الحزب وعارضت تلك المجموعة قرار هذه اللجنة وهددت بتقديم استقالات جماعية إذا لم يحدث توافق حول انتخابات داخلية ديمقراطية داخل الحزب.

## انتخابات برلمان الثورة
انضم حزب مصر الحرية إلى تحالف الثورة مستمرة، بجانب حزب التحالف الشعبي الاشتراكي والحزب الاشتراكي المصري وحزب التيار المصري وحزب التحالف المصري وحزب المساوة والتنمية وائتلاف شباب الثورة.

## القيادات
من الشخصيات المؤثرة في الحزب:
- اللجنة التأسيسية

- أ/ انجي مسيحه
- أ/ جيلان عوف
- أ/ رانيا علاء الدين
- م/ رامز فرج
- أ/ زياد مختار
- أ/ شريف مسعود
- أ/ شهير جورج
- أ/ طارق كامل
- أ/ عبد الرحمن سمير
- د/ عمرو حمزاوي
- أ/ لمياء عبد الرازق
- م/ محمد الجارحي
- م/ محمد الجوسقي
- د/ محمد فهمي منزا
- أ/ نهى وجيه
- أ/ نيرفانا شوقي
- أ/ يارا يوسف
- أ/ ياسمينا أبو سيف
- اللجنة الاستشارية

- د/ أحمد غنيم
- المستشار/ أشرف البارودي
- أ/ جورج اسحاق
- أ/ خالد الخميسي
- أ/ سها رضوان
- أ/ ناصر أمين
- د/ هانيا شلقامي
- أ/ وائل عبد الفتاح